# Raghib an-Naszaszibi
Raghib an-Naszaszibi (ur. 1881, zm. 1951) – bogaty ziemianin, członek wpływowego klanu arabskiego w Palestynie. W latach 1920–1934 był burmistrzem Jerozolimy, a w późniejszym czasie pełnił różne funkcje we władzach administracyjnych Jordanii.

## Dzieciństwo i młodość
Raghib an-Naszaszibi urodził się w 1881 w Jerozolimie, będącej wówczas częścią Imperium Osmańskiego. Należał do jednej z najstarszych i najbardziej wpływowych arabskich rodzin w mieście, która tradycyjnie była konkurencją dla klanu al-Husajni.
Ukończył elitarne gimnazjum w Stambule, a następnie studiował inżynierię na Uniwersytecie Stambulskim. W okresie tym był także reprezentantem w tureckim parlamencie. Gdy wybuchła I wojna światowa an-Naszaszibi służył jako oficer w tureckiej armii. Po wojnie powrócił do Palestyny pod panowaniem Brytyjczyków i został inżynierem robót publicznych Dystryktu Jerozolimy.

## Kariera polityczna
An-Naszaszibi był w latach 1920-1934 burmistrzem Jerozolimy. W okresie tym był czołowym rywalem politycznym rodziny al-Husajni. Przeszedł do historii miasta jako burmistrz, który przekształcił Jerozolimę we współczesne nowoczesne miasto. Wybudowano wówczas ratusz miejski, doprowadzono wodociąg i system odprowadzania ścieków, powstało także wiele dróg. W sprawie kontaktów ze społecznością żydowską zajął pozycję umiarkowaną, dążąc do kompromisu i porozumienia z Żydami. Współpracował z brytyjską administracją mandatową i jordańskim emirem Abd Allahem I. Sprzeciwiał się Najwyższej Radzie Muzułmańskiej, która pozostawała pod wpływem wielkiego muftiego Jerozolimy Muhammada Amin al-Husajniego.
Po porażce w wyborach na burmistrza miasta w 1934, an-Naszaszibi założył Partię Obrony Narodowej. Gdy w kwietniu 1936 rozpoczęło się arabskie powstanie w Palestynie był jednym z założycieli Wysokiego Komitetu Arabskiego. W pierwszym etapie powstania poparł strajk generalny, jednak rosnąca liczba ofiar spowodowała zmianę jego stanowiska. W 1937 wycofał się z Wysokiego Komitetu Arabskiego i wezwał do powstrzymania walk. Potajemnie sprzyjał zjednoczeniu arabskiej Palestyny z Emiratem Transjordanii. W następnych dwóch latach wielu członków rodziny Naszaszibi zostało zamordowanych przez klan al-Husajni.

### Rząd Jordanii
Po powstaniu w maju 1948 państwa Izrael, i przegranej dla Arabów I wojny izraelsko-arabskiej, an-Naszaszibi wyemigrował do Jordanii. 1 września 1949 objął urząd ministra spraw uchodźców (do 12 stycznia 1950). Jego praca koncentrowała się na problemach uchodźców palestyńskich. 12 stycznia 1950 został wiceministrem. Następnie 12 kwietnia 1950 objął urząd ministra rolnictwa (do 11 października 1950). Od 4 grudnia 1950 do 1 stycznia 1951 był ministrem transportu. 1 stycznia 1951 został powołany na urząd ministra i kustosza miejsc świętych Jerozolimy (do 25 lipca 1951). Wkrótce potem zmarł.